# دورنبرگ
دورنبرگ (به آلمانی: Dörnberg) یک شهر در آلمان است که در Verbandsgemeinde Diez واقع شده‌است.